# Brand New Bein’
Brand New Bein’ – album amerykańskiego rapera Sadata X, wydany 5 maja 2009 roku.

## Lista utworów
Opracowano na podstawie źródła.
| #  | Tytuł                      | Producent | Gościnnie             |
| -- | -------------------------- | --------- | --------------------- |
| 1  | "All For One '08"          | DJ JS-One |                       |
| 2  | "Nuthin'"                  | DJ JS-One | CL Smooth             |
| 3  | "Go Slow"                  | DJ JS-One | Jak D, Twan           |
| 4  | "Breathe Interlude"        | DJ JS-One |                       |
| 5  | "Blow Up Da Spot"          | DJ JS-One | KRS-One Razhel        |
| 6  | "The Natural"              | DJ JS-One |                       |
| 7  | "Lyrics?"                  | DJ JS-One | Craig G               |
| 8  | "Bullseye"                 | DJ JS-One | Buckshot Jak D        |
| 9  | "Goin' Back"               | DJ JS-One |                       |
| 10 | "Brand New Bein"           | DJ JS-One | Lord Jamar Grand Puba |
| 11 | "Unforgettable"            | DJ JS-One | Poison Pen Jak D      |
| 12 | "Wait A While (Interlude)" | DJ JS-One |                       |
| 13 | "Teach The Children"       | DJ JS-One |                       |
| 14 | "Gamer"                    | DJ JS-One | C-Rayz Walz           |
| 15 | "Smallest Violin"          | DJ JS-One | Jak D Craig G         |
| 16 | "I Can't Forget (Outro)"   | DJ JS-One |                       |